# Tự động hóa

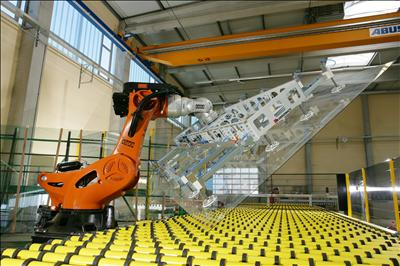
Cánh tay robot trong công nghiệp, một trong những ứng dụng của tự động hóa

Tự động hóa hay Điều khiển tự động mô tả một loạt các công nghệ làm giảm sự can thiệp của con người vào các quy trình. Sự can thiệp của con người được giảm thiểu bằng cách xác định trước các tiêu chí quyết định, các mối quan hệ của quy trình phụ và các hành động liên quan - và thể hiện những xác định trước đó trong máy móc.
Tự động hóa, bao gồm việc sử dụng các hệ thống điều khiển khác nhau để vận hành thiết bị như máy móc, quy trình trong nhà máy, nồi hơi và lò xử lý nhiệt, chuyển đổi trên mạng điện thoại, lái và ổn định tàu thủy, máy bay, và các ứng dụng và phương tiện khác với sức người sự can thiệp.
Tự động hóa bao gồm các ứng dụng khác nhau, từ bộ điều nhiệt gia dụng điều khiển lò hơi, đến hệ thống điều khiển công nghiệp lớn với hàng chục nghìn phép đo đầu vào và tín hiệu điều khiển đầu ra. Về độ phức tạp của điều khiển, nó có thể bao gồm từ điều khiển bật-tắt đơn giản đến các thuật toán cấp cao đa biến.
Trong loại đơn giản nhất của vòng điều khiển tự động, bộ điều khiển so sánh giá trị đo được của quá trình với giá trị đặt mong muốn và xử lý tín hiệu lỗi kết quả để thay đổi một số đầu vào cho quá trình, theo cách sao cho quá trình vẫn ở điểm đặt của nó bất chấp những xáo trộn. Điều khiển vòng kín này là một ứng dụng của phản hồi tiêu cực đối với một hệ thống. Cơ sở toán học của lý thuyết điều khiển được bắt đầu vào thế kỷ 18 và phát triển nhanh chóng vào thế kỷ 20.
Tự động hóa đã đạt được bằng nhiều phương tiện khác nhau bao gồm các thiết bị cơ khí, thủy lực, khí nén, điện, điện tử và máy tính, thường là kết hợp. Các hệ thống phức tạp, chẳng hạn như các nhà máy hiện đại, máy bay và tàu thủy thường sử dụng tất cả các kỹ thuật kết hợp này. Lợi ích của tự động hóa bao gồm tiết kiệm lao động, giảm lãng phí, tiết kiệm chi phí điện, tiết kiệm chi phí vật liệu và cải tiến chất lượng, độ chính xác và độ chính xác.
Báo cáo Phát triển Thế giới năm 2019 của Ngân hàng Thế giới cho thấy bằng chứng cho thấy các ngành công nghiệp và việc làm mới trong lĩnh vực công nghệ lớn hơn tác động kinh tế của việc lao động bị thay thế bởi tự động hóa.
Mất việc làm và khả năng di chuyển đi xuống do Tự động hóa được coi là một trong nhiều yếu tố dẫn đến sự trỗi dậy của chính trị dân tộc chủ nghĩa, chủ nghĩa bảo hộ và dân túy ở Hoa Kỳ, Anh và Pháp, cùng các quốc gia khác kể từ những năm 2010.
Thuật ngữ tự động hóa, lấy cảm hứng từ từ tự động trước đó (đến từ automaton), không được sử dụng rộng rãi trước năm 1947, khi Ford thành lập bộ phận tự động hóa. Chính trong thời gian này, ngành công nghiệp đã nhanh chóng áp dụng các bộ điều khiển phản hồi, được giới thiệu vào những năm 1930.

## Điều khiển vòng lặp mở và vòng lặp kín
Về cơ bản, có hai loại vòng điều khiển; điều khiển vòng hở và điều khiển phản hồi vòng kín.
Trong điều khiển vòng mở, hành động điều khiển từ bộ điều khiển độc lập với "đầu ra của quá trình" (hoặc "biến quá trình được kiểm soát"). Một ví dụ điển hình về điều này là lò hơi sưởi trung tâm chỉ được điều khiển bằng bộ hẹn giờ, do đó nhiệt được cấp trong một thời gian không đổi, bất kể nhiệt độ của tòa nhà là bao nhiêu. (Hành động điều khiển là tắt và bật lò hơi. Đầu ra của quá trình là nhiệt độ tòa nhà).
Trong điều khiển vòng kín, hành động điều khiển từ bộ điều khiển phụ thuộc vào đầu ra của quá trình. Trong trường hợp tương tự lò hơi, điều này sẽ bao gồm một cảm biến nhiệt độ để theo dõi nhiệt độ của tòa nhà và do đó cung cấp tín hiệu trở lại bộ điều khiển để đảm bảo nó duy trì tòa nhà ở nhiệt độ đặt trên bộ điều nhiệt. Do đó, bộ điều khiển vòng kín có vòng phản hồi đảm bảo bộ điều khiển thực hiện hành động điều khiển để đưa ra đầu ra quá trình bằng "Đầu vào tham chiếu" hoặc "điểm đặt". Vì lý do này, bộ điều khiển vòng kín còn được gọi là bộ điều khiển phản hồi.
Định nghĩa về hệ thống điều khiển vòng kín theo Viện Tiêu chuẩn Anh là 'một hệ thống điều khiển có phản hồi giám sát, tín hiệu sai lệch được hình thành do phản hồi này được sử dụng để điều khiển hoạt động của phần tử điều khiển cuối cùng theo cách như có xu hướng giảm độ lệch xuống 0.'
Tương tự như vậy, Hệ thống kiểm soát phản hồi là một hệ thống có xu hướng duy trì mối quan hệ quy định của biến hệ thống này với biến hệ thống khác bằng cách so sánh chức năng của các biến này và sử dụng sự khác biệt làm phương tiện kiểm soát. Loại tự động hóa tiên tiến đã cách mạng hóa sản xuất, máy bay, thông tin liên lạc và các ngành công nghiệp khác, là điều khiển phản hồi, thường liên tục và liên quan đến việc thực hiện các phép đo bằng cách sử dụng cảm biến và thực hiện các điều chỉnh được tính toán để giữ cho biến đo được trong một phạm vi nhất định. Cơ sở lý thuyết của tự động hóa vòng kín là lý thuyết điều khiển.

## Các bộ điều khiển dùng trong tự động hóa

### Bộ điều khiển gián đoạn (on/off)
Một trong những bộ điều khiển đơn giản nhất là điều khiển on/off. Ví dụ để điều khiển các thiết bị nhiệt trong gia đình chẳng hạn như nồi cơm điện, nó cần một cái rơ-le nhiệt để đóng và ngắt điện. Trong rơ-le nhiệt có một lò xo đàn hồi, khi nhiệt độ tăng lên lò xo sẽ bị giãn nở ra, dựa vào đặc tính trên người ta có thể tạo ra chức năng đóng ngắt dòng điện khi nhiệt độ tăng đến một mức mong muốn. Loại điều khiển này có thể thuộc một trong hai kiểu điều khiển vòng lặp mở và điều khiển vòng lặp kín.
Điều khiển trình tự, trong đó một chuỗi lập trình của riêng rẽ các hoạt động được thực hiện, thường dựa trên logic hệ thống có liên quan đến trạng thái của hệ thống. Một hệ thống điều khiển thang máy là một ví dụ về điều khiển trình tự.
Các loại tiên tiến của tự động hóa, cách mạng hóa sản xuất, máy bay, thông tin liên lạc và các ngành công nghiệp khác, là điều khiển phản hồi, mà thường liên tục và liên quan đến việc lấy số đo bằng cách sử dụng một cảm biến và điều chỉnh tính toán để giữ cho các biến đo lường trong phạm vi bộ.

### Bộ điều khiển PID

Một bộ điều khiển PID vòng lặp kín có dòng phản hồi, r(t) là tham số mong muốn hay còn gọi là "điểm thiết lập". còn y(t) giá trị của quá trình đầu ra

Bộ điều khiển vi tích phân tỉ lệ (bộ điều khiển PID- Proportional Integral Derivative) là một cơ chế phản hồi vòng điều khiển (bộ điều khiển) tổng quát được sử dụng rộng rãi trong các hệ thống điều khiển công nghiệp – bộ điều khiển PID là bộ điều khiển được sử dụng nhiều nhất trong các bộ điều khiển phản hồi. Bộ điều khiển PID sẽ tính toán giá trị "sai số" là hiệu số giữa giá trị đo thông số biến đổi và giá trị đặt mong muốn. Bộ điều khiển sẽ thực hiện giảm tối đa sai số bằng cách điều chỉnh giá trị điều khiển đầu vào. Trong trường hợp không có kiến thức cơ bản (mô hình toán học) về hệ thống điều khiển thì bộ điều khiển PID là sẽ bộ điều khiển tốt nhất. Tuy nhiên, để đạt được kết quả tốt nhất, các thông số PID sử dụng trong tính toán phải điều chỉnh theo tính chất của hệ thống-trong khi kiểu điều khiển là giống nhau, các thông số phải phụ thuộc vào đặc thù của hệ thống.

### Bộ điều khiển tuần tự và điều khiển tuần tự logic

Sơ đồ trạng thái UML (Ngôn ngữ mô hình hóa thống nhất) được dùng để thiết kế cho hệ thống cửa, chỉ dùng để đóng và mở

Điều khiển tuần tự có thể là một chuỗi cố định hay một logic rằng sẽ thực hiện các hành động khác nhau tùy thuộc vào trạng thái hệ thống khác nhau. Một ví dụ về một chuỗi điều chỉnh nhưng nếu không cố định là một bộ đếm thời gian trên một máy tưới cỏ.
Hoa tham khảo các điều kiện khác nhau mà có thể xảy ra trong một trình tự sử dụng hoặc kịch bản của hệ thống. Một ví dụ là một thang máy, trong đó sử dụng logic dựa trên các hệ thống nhà nước để thực hiện một số hành động để đáp ứng với trạng thái và hành đầu vào của nó. Ví dụ, nếu các nhà điều hành nhấn nút n tầng, hệ thống sẽ đáp ứng tùy thuộc vào việc các thang máy dừng lại hay di chuyển, đi lên hoặc xuống, hoặc nếu cửa đang mở hoặc đóng cửa, và các điều kiện khác.
Một sự phát triển sớm của điều khiển liên tục là lý chuyển tiếp, do đó rơle điện tham gia tiếp xúc điện có thể bắt đầu hoặc ngắt điện đến một thiết bị. Rơle đầu tiên được sử dụng trong các mạng điện báo trước khi được phát triển để kiểm soát các thiết bị khác, chẳng hạn như khi khởi động và dừng động cơ điện công nghiệp lớn hoặc đóng mở van solenoid. Sử dụng rơ le cho mục đích kiểm soát cho phép kiểm soát hướng sự kiện, nơi các hành động có thể được kích hoạt theo trật tự nào, để đáp ứng với các sự kiện bên ngoài. Đây là linh hoạt hơn trong phản ứng của họ hơn so với đơn tự cam giờ cứng nhắc. Ví dụ phức tạp liên quan đến việc duy trì chuỗi an toàn cho các thiết bị như điều khiển cầu swing, nơi một tia khóa cần thiết để được thảnh thơi trước khi cầu có thể được di chuyển, và các tia khóa có thể không được phát hành cho đến khi cửa an toàn đã bị đóng cửa.
Tổng số rơ le, giờ cam và trình tự trống có thể đánh số vào hàng trăm hoặc thậm chí hàng ngàn trong số các nhà máy. Đầu lập trình kỹ thuật và ngôn ngữ là cần thiết để làm cho hệ thống như vậy có thể quản lý, một trong những việc đầu tiên là lý bậc thang, nơi sơ đồ của các rơle nối liền với nhau giống như những nấc thang. Máy tính đặc biệt gọi là bộ điều khiển logic lập trình sau đó đã được thiết kế để thay thế các bộ sưu tập của phần cứng với một duy nhất, đơn vị dễ dàng hơn tái lập trình.
Trong một động cơ có dây thông thường khó khởi động và dừng mạch (gọi là một mạch điều khiển) một động cơ được bắt đầu bằng cách đẩy một nút "Start" hoặc "Run" để kích hoạt một cặp của các rơle điện. Các "lock-in" khóa chuyển tiếp trong danh bạ mà giữ cho mạch điều khiển năng lượng khi các nút nhấn được phát hành. (Các nút bắt đầu là một số liên lạc thường mở và nút dừng là bình thường liên lạc kín.) Một sinh lực tiếp sức một switch mà quyền hạn của thiết bị mà ném chuyển đổi động cơ khởi động (ba bộ liên lạc cho công nghiệp điện ba pha) trong mạch điện chính. (Lưu ý:. Động cơ lớn sử dụng điện áp cao và kinh nghiệm cao trong cao điểm hiện tại, làm cho tốc độ quan trọng trong việc đưa ra và phá vỡ liên hệ này có thể nguy hiểm cho nhân viên và tài sản với công tắc tay.) Tất cả các địa chỉ liên lạc được tổ chức tham gia của nam châm điện của mình cho đến khi một " dừng lại "hay" nút tắt "được nhấn, mà de-sinh lực các khóa trong relay. Xem sơ đồ: Motor Starters Hand-Off-Auto With Start-Stop (Lưu ý: Các mô tả ở trên là "Auto" vị trí trong sơ đồ trường hợp này).
Thường khoá liên động được thêm vào một mạch điều khiển. Giả sử rằng các động cơ trong ví dụ này là cung cấp năng lượng, máy móc mà có một nhu cầu quan trọng để bôi trơn. Trong trường hợp này một khóa liên động có thể được thêm vào để đảm bảo rằng các máy bơm dầu đang chạy trước khi động cơ bắt đầu. Timers, công tắc giới hạn và mắt điện là những yếu tố phổ biến khác trong mạch điều khiển.
Van điện từ được sử dụng rộng rãi trên khí nén hoặc chất lỏng thủy lực để cấp nguồn cho thiết bị truyền động vào các thành phần cơ khí. Trong khi động cơ được sử dụng để cung cấp chuyển động quay liên tục, cơ cấu truyền động thường là một lựa chọn tốt hơn cho không liên tục tạo ra một phạm vi giới hạn của chuyển động cho một thành phần cơ khí, chẳng hạn như di chuyển cánh tay cơ khí khác nhau, mở hoặc đóng các van, nâng cuộn báo chí nặng, áp dụng áp lực để ép.

### Bộ điều khiển dùng máy tính
Máy tính có thể thực hiện cả hai điều khiển liên tục và kiểm soát thông tin phản hồi, và thường là một máy tính duy nhất sẽ làm cả hai trong một ứng dụng công nghiệp. bộ điều khiển logic khả trình (PLC) là một loại vi xử lý mục đích đặc biệt thay thế nhiều các thành phần phần cứng như giờ và trình tự trống được sử dụng trong tiếp sức lý hệ thống loại. Máy tính điều khiển quá trình nhằm mục đích chung đã ngày càng thay thế đứng một mình điều khiển, với một máy tính duy nhất có thể thực hiện các hoạt động của hàng trăm bộ điều khiển. Máy tính điều khiển quá trình có thể xử lý dữ liệu từ một mạng lưới các PLC, dụng cụ và các bộ điều khiển để thực hiện các điển hình (như PID) kiểm soát của nhiều biến số cá nhân hoặc trong một số trường hợp, để thực hiện điều khiển phức tạp thuật toán sử dụng nhiều đầu vào và các thao tác toán học. Họ cũng có thể phân tích dữ liệu và tạo ra thời gian thực hiển thị đồ họa cho các nhà khai thác và chạy các báo cáo cho các nhà khai thác, các kỹ sư và quản lý.
Kiểm soát của một máy rút tiền tự động (ATM) là một ví dụ về một quá trình tương tác, trong đó một máy tính sẽ thực hiện một logic bắt nguồn đáp ứng với một lựa chọn người sử dụng dựa trên thông tin lấy từ một cơ sở dữ liệu trên mạng. Quá trình ATM có điểm tương đồng với các quy trình giao dịch trực tuyến khác. Các câu trả lời hợp lý khác nhau được gọi là kịch bản. Quá trình như vậy thường được thiết kế với sự trợ giúp của các trường hợp sử dụng và sơ đồ, trong đó hướng dẫn các văn bản của các mã phần mềm.

## Lịch sử
Cơ chế điều khiển phản hồi sớm nhất đã được sử dụng vào lều cánh buồm của cối xay gió. Nó đã được cấp bằng sáng chế của Edmund Lee năm 1745
Bộ ổn tốc ly tâm, đã được sử dụng để điều chỉnh khoảng cách giữa các cối xay.Bộ ổn tốc ly tâm đã được sử dụng trong các nhà máy say bột tự động được phát triển bởi Oliver Evans năm 1785, làm cho nó hoàn toàn tự động hóa đầu tiên trong công nghiệp. Bộ ổn tốc đã được sử dụng bởi James Watt  trên một động cơ hơi nước vào năm 1788 sau khi đối tác của Watt Boulton thấy một tại một nhà máy bột Boulton & Watt xây dựng trước đó
Bộ ổn tốc có thể không thực sự giữ một tốc độ quy định; động cơ sẽ giả định một tốc độ không đổi mới để đáp ứng với tải thay đổi. Bộ ổn tốc đã có thể xử lý các biến nhỏ hơn như những người gây ra bởi biến động tải nhiệt cho lò hơi. Ngoài ra, đã có một xu hướng dao động bất cứ khi nào có sự thay đổi tốc độ. Như một hệ quả, động cơ được trang bị với các bộ ổn tốc này là không thích hợp cho các hoạt động đòi hỏi tốc độ không đổi, chẳng hạn như bông sợi.
Một số cải tiến cho các ổn tốc, cộng với các cải tiến cho van cắt thời gian trên các động cơ hơi nước, thực hiện các công cụ thích hợp cho hầu hết sử dụng công nghiệp trước khi kết thúc của thế kỷ 19. Những tiến bộ trong các động cơ hơi nước nằm xa về phía trước của khoa học, cả hai nhiệt động lực học và điều khiển lý thuyết
Bộ ổn tốc nhận được tương đối ít quan tâm đến khoa học James Clerk Maxwell xuất bản một bài báo rằng thành lập vào đầu của một cơ sở lý luận cho sự hiểu biết lý thuyết điều khiển. Phát triển của các bộ khuếch đại điện tử trong năm 1920, đó là quan trọng đối với điện thoại đường dài, cần một tín hiệu cao hơn tỷ lệ tiếng ồn, mà đã được giải quyết bằng cách tiêu cực hủy bỏ tiếng ồn thông tin phản hồi. Này và ứng dụng điện thoại khác đóng góp vào lý thuyết kiểm soát. Ứng dụng quân sự trong Chiến tranh thế giới thứ hai góp phần và hưởng lợi từ lý thuyết điều khiển là hệ thống kiểm soát hỏa lực và điều khiển máy bay. Từ "tự động hóa" bản thân nó đã được đặt ra trong năm 1940 bởi General Electric.  Những cái gọi là điều trị lý thuyết cổ điển của kiểm soát ngày lý thuyết vào những năm 1940 và 1950.
Rơ-le lý đã được giới thiệu với các nhà máy điện khí, mà trải qua thích ứng nhanh chóng từ năm 1900 mặc dù những năm 1920. Trạm điện trung ương cũng đã trải qua sự tăng trưởng và hoạt động của lò hơi áp suất cao mới, tua bin hơi và các trạm biến áp điện nhanh chóng tạo ra một nhu cầu lớn về dụng cụ và điều khiển.
Phòng điều khiển trung tâm đã trở thành phổ biến trong những năm 1920, nhưng đến tận cuối những năm 1930, hầu hết các quá trình kiểm soát là on-off. Các nhà khai thác thường theo dõi bảng xếp hạng được vẽ bằng máy ghi âm mưu rằng dữ liệu từ các công cụ. Để thực hiện sửa chữa, vận hành bằng tay mở hoặc đóng các van hoặc bật công tắc bật hoặc tắt. Phòng điều khiển cũng được sử dụng mã màu đèn để gửi tín hiệu cho công nhân trong nhà máy để tự làm cho những thay đổi nhất định.
Bộ điều khiển, mà đã có thể làm thay đổi tính toán để đáp ứng với độ lệch từ một điểm thiết lập hơn là on-off kiểm soát, đã bắt đầu được giới thiệu năm 1930. Bộ điều khiển cho phép sản xuất tiếp tục cho thấy tăng năng suất để bù đắp những ảnh hưởng suy giảm của các nhà máy điện khí.
Năm 1959 nhà máy lọc dầu Port Arthur Texaco đã trở thành các nhà máy hóa chất đầu tiên để sử dụng điều khiển số.  chuyển đổi của nhà máy để kiểm soát kỹ thuật số bắt đầu lan truyền nhanh chóng trong những năm 1970 là giá của phần cứng máy tính giảm.

### Các ứng dụng quan trọng
Tổng đài điện thoại tự động đã được giới thiệu vào năm 1892 cùng với điện thoại quay số.  Đến năm 1929, 31,9% của hệ thống Bell là tự động. Chuyển mạch điện thoại tự động ban đầu sử dụng chân không khuếch đại ống và chuyển mạch điện cơ, mà tiêu thụ một lượng điện lớn. Khối lượng cuộc gọi cuối cùng phát triển quá nhanh mà nó đã lo sợ hệ thống điện thoại sẽ tiêu thụ hết sản lượng điện, khiến Bell Labs để bắt đầu nghiên cứu về các bóng bán dẫn.
Logic thực hiện qua điện thoại chuyển mạch rơ le là nguồn cảm hứng cho các máy tính kỹ thuật số.
Máy thổi chai thủy tinh thương mại thành công đầu tiên là một mô hình tự động được giới thiệu vào năm 1905.  Máy công trình, điều hành bởi một phi hành đoàn hai người đàn ông làm việc ca 12 giờ, có thể sản xuất 17.280 chai trong 24 giờ, so với 2.880 chai được thực hiện bởi một phi hành đoàn sáu người đàn ông và trẻ em trai làm việc trong một cửa hàng trong một ngày. Chi phí thực hiện các chai bằng máy là 10-12 cent mỗi tổng so với $ 1,80 cho mỗi gộp theo các thợ thủy tinh xứ dẫn sử dụng và những người giúp đỡ.
Ổ điện cắt được phát triển bằng cách sử dụng lý thuyết điều khiển. Ổ điện cắt được sử dụng trên các phần khác nhau của một máy mà một khác biệt chính xác phải được duy trì giữa các phần. Trong cán thép, kim loại để kéo dài khi nó đi qua các cặp con lăn, mà phải chạy ở tốc độ liên tục nhanh hơn. Trong bài báo làm cho tờ giấy co lại khi nó đi xung quanh sấy nóng bằng hơi sắp xếp theo nhóm, mà phải chạy với tốc độ chậm hơn ở liền. Ứng dụng đầu tiên của một ổ điện cắt là trên một máy giấy trong năm 1919. Một trong những phát triển quan trọng nhất trong ngành công nghiệp thép trong thế kỷ 20 đã liên tục lăn rộng dải, được phát triển bởi Armco vào năm 1928.
Trước khi tự động hóa nhiều chất hóa học đã được thực hiện theo lô. Năm 1930, với việc sử dụng rộng rãi các công cụ và sử dụng mới nổi của bộ điều khiển, người sáng lập của Công ty Dow Chemical đã ủng hộ sản xuất liên tục.
Máy công cụ tự động mà di dời bàn tay khéo léo để họ có thể được vận hành bởi con trai và người lao động không có tay nghề được phát triển bởi James Nasmyth trong những năm 1840.  Máy công cụ được tự động với điều khiển bằng số (NC) sử dụng băng giấy đục lỗ trong năm 1950. Điều này sớm phát triển thành điều khiển số bằng máy tính (CNC).
Ngày nay tự động hóa mở rộng được thực hiện trong tất cả các loại thực tế của sản xuất và lắp ráp quá trình. Một số quá trình lớn hơn bao gồm hệ điện, lọc dầu, hóa chất, nhà máy thép, nhựa, nhà máy xi măng, nhà máy phân bón, giấy và bột giấy nhà máy, ô tô và lắp ráp xe tải, sản xuất máy bay, sản xuất thủy tinh, nhà máy tách khí tự nhiên, thực phẩm và đồ uống chế biến, đóng hộp và đóng chai và sản xuất các loại khác nhau của các bộ phận. Robot này đặc biệt hữu ích trong các ứng dụng độc hại như phun sơn ô tô. Robot cũng được sử dụng để lắp ráp bản mạch điện tử. Hàn ô tô được thực hiện với robot hàn tự động và được sử dụng trong các ứng dụng như đường ống dẫn.

## Ưu điểm và nhược điểm
Các ưu điểm chính của tự động hóa là:
- Tăng thông lượng hoặc năng suất.
- Cải thiện chất lượng hoặc tăng khả năng dự báo về chất lượng.
- Cải thiện mạnh mẽ (thống nhất), quy trình hay sản phẩm.
- Tăng tính nhất quán của đầu ra.
- Giảm chi phí nhân công trực tiếp và chi phí nhân lực.

Các phương pháp sau đây thường được sử dụng để nâng cao năng suất, chất lượng, hoặc mạnh mẽ.
- Cài đặt tự động hóa trong các hoạt động để giảm thời gian chu kỳ.
- Cài đặt tự động, nơi một mức độ chính xác cao là cần thiết.
- Thay thế các nhà khai thác của con người trong các công việc có liên quan đến công việc thể chất hay đơn điệu cứng.[15]
- Thay thế con người trong công việc thực hiện trong môi trường nguy hiểm (tức là lửa, không gian, núi lửa, cơ sở hạt nhân, dưới nước, vv)
- Thực hiện nhiệm vụ đó là vượt quá khả năng của con người về kích thước, trọng lượng, tốc độ, sức chịu đựng, vv
- Cải thiện kinh tế: Tự động hóa có thể cải thiện trong nền kinh tế của các doanh nghiệp, xã hội hay nhất của nhân loại. Ví dụ, khi một doanh nghiệp đầu tư trong tự động hóa, công nghệ phục hồi đầu tư; hoặc khi một đất nước hay làm tăng thu nhập của mình do tự động hóa như Đức hay Nhật Bản trong thế kỷ 20.
- Giảm thời gian hoạt động và thời gian xử lý công việc đáng kể.
- Giải phóng người lao động để đảm nhiệm vai trò khác.
- Cung cấp công việc ở cấp cao hơn trong việc phát triển, triển khai, bảo trì và hoạt động của các quá trình tự động.

Những khó khăn chính của tự động hóa là:
- Các mối đe dọa an ninh / dễ bị tổn thương: Một hệ thống tự động có thể có một mức giới hạn của trí thông minh, và vì thế dễ bị phạm lỗi bên ngoài phạm vi trước mắt của mình về kiến thức là (ví dụ, đó là thường không thể áp dụng các quy tắc của logic đơn giản với các mệnh đề chung).
- Không thể đoán trước / chi phí phát triển quá mức: Các nghiên cứu và phát triển chi phí của tự động hoá một quá trình có thể vượt quá chi phí tiết kiệm bằng cách tự động hóa bản thân.
- Chi phí ban đầu cao: Việc tự động hóa của một mới sản phẩm hoặc thực vật thường đòi hỏi một sự đầu tư ban đầu rất lớn so với chi phí đơn vị sản phẩm, mặc dù chi phí tự động hóa có thể được lan truyền trong nhiều sản phẩm và thời gian.

## Các công cụ tự động hóa
Kỹ sư bây giờ có thể có điều khiển số trên thiết bị tự động. Kết quả đã được một phạm vi mở rộng nhanh chóng của các ứng dụng và các hoạt động của con người. công nghệ Máy tính hỗ trợ (hoặc CAx) bây giờ là cơ sở cho các công cụ toán học và tổ chức sử dụng để tạo ra các hệ thống phức tạp. Ví dụ đáng chú ý của CAx bao gồm máy vi tính hỗ trợ thiết kế (phần mềm CAD) và CAM (CAM phần mềm). Các thiết kế cải tiến, phân tích, và sản xuất các sản phẩm kích hoạt bởi CAx đã mang lại lợi ích cho ngành công nghiệp.
Công nghệ thông tin, cùng với công nghiệp máy móc và quy trình, có thể hỗ trợ trong việc thiết kế, thực hiện và giám sát các hệ thống điều khiển. Một ví dụ về một hệ thống điều khiển công nghiệp là một điều khiển logic lập trình (PLC). PLC chuyên máy tính cứng thường xuyên được sử dụng để đồng bộ hóa các dòng chảy của nguyên liệu đầu vào từ (vật lý) cảm biến và các sự kiện với dòng chảy của đầu ra để thiết bị truyền động và các sự kiện.

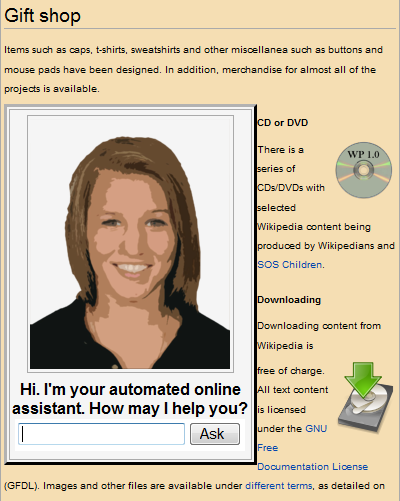
Một trợ lý trực tuyến tự động trên một trang web, với một avatar cho tăng cường sự tương tác của con người-máy tính

Giao diện người máy (HMI) hoặc giao diện máy tính của con người (CHI), trước đây gọi là giao diện người-máy, thường được sử dụng để giao tiếp với PLC và các máy tính khác. Nhân viên phục vụ người giám sát và kiểm soát thông qua HMI có thể được gọi bằng các tên khác nhau. Trong quá trình sản xuất và môi trường công nghiệp, chúng được gọi là các nhà khai thác hoặc một cái gì đó tương tự. Trong nhà nồi hơi và các tiện ích, ngành Trung ương chúng được gọi là các kỹ sư của văn phòng phẩm.
Các loại khác nhau của các công cụ tự động hóa tồn tại:
- ANN - Mạng nơron nhân tạo
- DCS - Hệ thống điều khiển phân tán
- HMI - Human Machine Interface
- SCADA - Supervisory Control and Data Acquisition
- PLC - Programmable Logic Controller
- Instrumentation
- Điều khiển chuyển động
- Robot

Khi nói đến Nhà máy tự động, phần mềm máy chủ Mainframe (HSS) là một công cụ kiểm tra thường được sử dụng được sử dụng để kiểm tra các phần mềm thiết bị. HSS được sử dụng để kiểm tra hiệu suất thiết bị đối với các tiêu chuẩn tự động hóa nhà máy (timeout, thời gian đáp ứng, thời gian xử lý) với.

### Hạn chế để tự động hóa
- Công nghệ hiện nay là không thể để tự động hóa tất cả các nhiệm vụ mong muốn.
- Nhiều hoạt động sử dụng tự động hóa có số lượng lớn vốn đầu tư và sản xuất với khối lượng lớn sản phẩm, làm cho trục trặc vô cùng tốn kém và nguy hiểm. Do đó, một số nhân viên là cần thiết để đảm bảo rằng toàn bộ các chức năng hệ thống đúng cách và an toàn và chất lượng sản phẩm được duy trì.
- Là một quá trình trở nên ngày càng tự động, có ít hơn và ít lao động được lưu hoặc được cải tiến chất lượng để đạt được. Đây là một ví dụ của cả hai giảm dần trở về và các chức năng hậu cần.
- Khi ngày càng nhiều các quá trình trở thành tự động, có rất ít các quá trình không tự động còn lại. Đây là một ví dụ của sự kiệt sức của cơ hội. Tuy nhiên mô hình công nghệ mới có thể thiết lập các giới hạn mới vượt qua những giới hạn trước đó.

### Những hạn chế hiện tại
Nhiều vai trò đối với con người trong quá trình công nghiệp hiện nay nằm ngoài phạm vi của tự động hóa. Nhân lực trình độ nhận dạng mẫu, hiểu ngôn ngữ và khả năng sản xuất là ngôn ngữ tốt hơn khả năng của các hệ thống cơ khí và máy tính hiện đại. Nhiệm vụ yêu cầu đánh giá chủ quan hoặc tổng hợp các dữ liệu cảm giác phức tạp, chẳng hạn như mùi hương và âm thanh, cũng như nhiệm vụ cấp cao như lập kế hoạch chiến lược, hiện đang yêu cầu chuyên môn của con người. Trong nhiều trường hợp, việc sử dụng của con người là chi phí-hiệu quả hơn so với các phương pháp cơ học ngay cả khi tự động hóa các nhiệm vụ công nghiệp là có thể. Vượt qua những trở ngại đó là một con đường để đưa ra giả thuyết sau khan hiếm kinh tế.

## Các ứng dụng gần đây

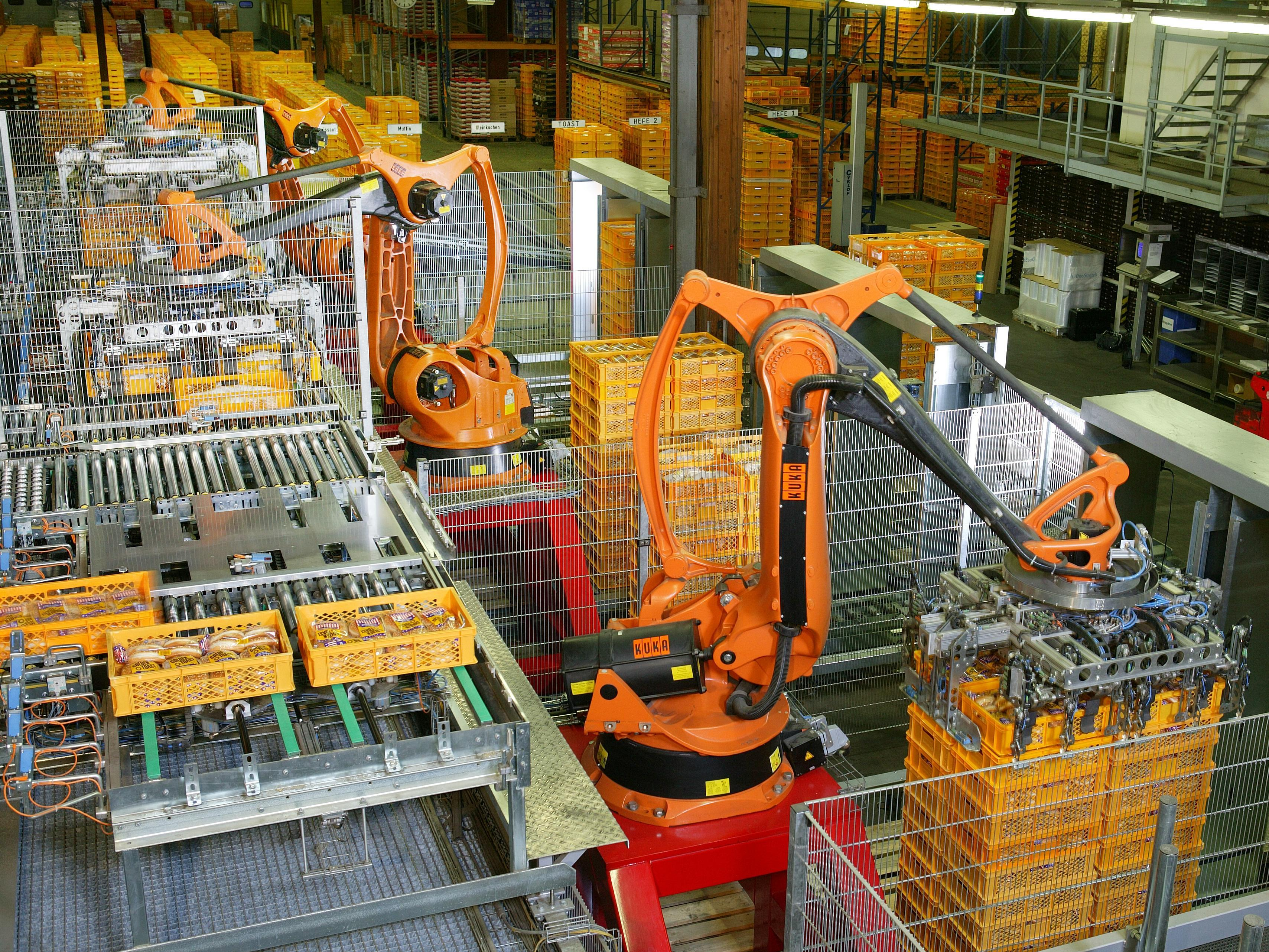
KUKA robot công nghiệp được sử dụng tại một tiệm bánh cho sản xuất lương thực

### Bán lẻ tự động
Đồ ăn thức uống
Các ngành công nghiệp bán lẻ thực phẩm đã bắt đầu áp dụng tự động hóa quá trình đặt hàng; McDonald. đã giới thiệu màn hình cảm ứng đặt hàng và hệ thống thanh toán trong nhiều nhà hàng của mình, giảm nhu cầu như nhiều nhân viên thu ngân Đại học Texas ở Austin đã giới thiệu đầy đủ quán cà phê tự động các địa điểm bán lẻ. Một số quán ăn và nhà hàng đã sử dụng điện thoại di động và máy tính bảng " ứng dụng "để làm cho quá trình đặt hàng hiệu quả hơn bởi khách hàng đặt hàng và thanh toán trên thiết bị của họ. Một số nhà hàng đã tự động phân phối thực phẩm cho khách hàng bảng sử dụng một hệ thống băng tải. Việc sử dụng robot đôi khi được sử dụng để thay thế các nhân viên chờ đợi
Cửa hàng
Nhiều siêu thị và các cửa hàng thậm chí còn nhỏ hơn được nhanh chóng đưa checkout tự hệ thống giảm nhu cầu sử dụng lao động thanh toán.
Mua sắm trực tuyến có thể được coi là một hình thức bán lẻ tự động như thanh toán và thanh toán được thông qua một tự động xử lý giao dịch trực tuyến của hệ thống. Các hình thức tự động hóa cũng có thể là một phần không thể thiếu của mua sắm trực tuyến, ví dụ như việc triển khai các robot kho tự động như được áp dụng bởi Amazon sử dụng Hệ thống Kiva.

### Khai thác tự động
Liên quan đến việc loại bỏ các lao động của con người từ khai thác quá trình Các ngành công nghiệp khai thác mỏ hiện đang trong quá trình chuyển đổi theo hướng tự động hóa. Hiện nay nó vẫn còn có thể đòi hỏi một số lượng lớn các nguồn lực con người, đặc biệt là trong thế giới thứ ba, nơi chi phí lao động thấp nên có ít động lực để tăng hiệu quả thông qua tự động hóa.

### Camera giám sát tự động
The Defense Advanced Research Cơ quan Dự án (DARPA) bắt đầu nghiên cứu và phát triển các chương trình giám sát tự động (VSAM) giám sát trực tiếp và, giữa năm 1997 và 1999, và giám sát video trong không khí (AVS) chương trình, từ năm 1998 đến năm 2002. Hiện nay, có một lớn nỗ lực đang diễn ra trong cộng đồng phát triển một tầm nhìn đến hoàn toàn tự động theo dõi giám sát hệ thống. Video giám sát tự động giám sát người và phương tiện trong thời gian thực trong một môi trường bận rộn. Hiện có hệ thống giám sát tự động dựa trên các môi trường mà họ được thiết kế chủ yếu để quan sát, ví dụ, trong nhà, ngoài trời hoặc trong không khí, lượng cảm biến mà các hệ thống tự động có thể xử lý và tính di động của cảm biến, ví dụ, máy ảnh đứng yên so với máy ảnh điện thoại di động. Mục đích của một hệ thống giám sát là để ghi lại tài sản và quỹ đạo của các đối tượng trong một khu vực nhất định, tạo ra cảnh báo hoặc thông báo cho cơ quan được chỉ định trong trường hợp xảy ra các sự kiện cụ thể

### Hệ thống đường cao tốc tự động
Khi nhu cầu về sự an toàn và tính di động đã phát triển và khả năng công nghệ càng nhiều hơn, quan tâm đến tự động hóa đã phát triển. Tìm kiếm để thúc đẩy sự phát triển và giới thiệu các loại xe hoàn toàn tự động và đường cao tốc, các Quốc hội Hoa Kỳ ủy quyền nhiều hơn $ 650,000,000 hơn sáu năm cho hệ thống giao thông thông minh (ITS) và các dự án trình diễn trong năm 1991 Surface Intermodal Luật Giao thông hiệu quả (ISTEA). Quốc hội luật hóa trong ISTEA rằng " Bộ trưởng Giao thông Vận tải có trách nhiệm xây dựng một đường cao tốc tự động và chiếc xe nguyên mẫu mà từ đó hệ thống xe đường cao tốc thông minh hoàn toàn tự động trong tương lai có thể được phát triển. Phát triển đó phải bao gồm nghiên cứu về các yếu tố con người để đảm bảo sự thành công của mối quan hệ người-máy. Mục tiêu của chương trình này là phải có người đầu tiên đường cao tốc hoàn toàn tự động hoặc theo dõi kiểm tra tự động trong hoạt động vào năm 1997. Hệ thống này sẽ chứa lắp đặt thiết bị trong xe có động cơ mới và hiện có. "[ISTEA 1991, phần B, mục 6054 (b)].
Full tự động hóa thường được định nghĩa là không cần kiểm soát hoặc kiểm soát rất hạn chế bởi trình điều khiển; tự động hóa như vậy sẽ được thực hiện thông qua một sự kết hợp của các cảm biến, máy tính, và các hệ thống thông tin liên lạc trên xe và dọc theo đường. Hoàn toàn tự động lái xe sẽ, trong lý thuyết, cho phép khoảng cách xe gần hơn và tốc độ cao hơn, có thể nâng cao năng lực giao thông ở những nơi xây dựng đường bộ bổ sung là chất không thể, không thể chấp nhận về mặt chính trị, hay tốn kém. Điều khiển tự động cũng có thể tăng cường an toàn giao thông bằng cách giảm các cơ hội cho các lỗi lái xe, mà nguyên nhân một phần lớn các vụ tai nạn xe cơ giới. Lợi ích tiềm năng khác bao gồm cải thiện chất lượng không khí (như là kết quả của giao thông hiệu quả hơn chảy), tăng tiết kiệm nhiên liệu, và spin-off công nghệ được tạo ra trong quá trình nghiên cứu và phát triển liên quan đến hệ thống đường cao tốc tự động.

### Quản lý chất thải tự động
Tự động xe tải thu gom rác thải ngăn chặn sự cần thiết phải như nhiều người lao động cũng như giảm bớt mức độ lao động cần thiết để cung cấp các dịch vụ

### Tự động hóa công nghiệp
Giao dịch tự động hóa công nghiệp chủ yếu là mình tự động hóa sản xuất, kiểm soát chất lượng và quy trình xử lý vật liệu. Bộ điều khiển dùng chung cho các quy trình công nghiệp bao gồm các bộ điều khiển logic lập trình và máy tính. Một xu hướng đang gia tăng sử dụng máy tầm nhìn để cung cấp các chức năng kiểm tra và hướng dẫn robot tự động, một là một tiếp tục gia tăng trong việc sử dụng robot.
Hiệu quả năng lượng trong quá trình công nghiệp đã trở thành một ưu tiên cao hơn. Các công ty bán dẫn như Infineon Technologies đang cung cấp 8-bit ứng dụng vi điều khiển ví dụ được tìm thấy trong điều khiển động cơ, máy bơm mục đích chung, người hâm mộ, và ebikes để giảm tiêu thụ năng lượng và do đó tăng hiệu quả.

## Mối quan hệ với tình trạng thất nghiệp
Dựa trên công thức do Gilles Saint-Paul, một nhà kinh tế tại Đại học Toulouse 1, nhu cầu về lao động phổ thông giảm vốn con người với một tốc độ chậm hơn so với nhu cầu về kỹ năng tăng vốn con người Trong thời gian dài và cho xã hội nói chung nó đã dẫn đến sản phẩm giá rẻ, giờ làm việc trung bình thấp, và các ngành công nghiệp mới hình thành (Tức là, các ngành công nghiệp robot, các ngành công nghiệp máy tính, các ngành công nghiệp thiết kế). Những ngành công nghiệp mới cung cấp nhiều việc làm dựa trên kỹ năng lương cao cho nền kinh tế.